# 람보 (가정교사 히트맨 REBORN!)
람보(ランボ)는 가정교사 히트맨 REBORN!의 등장인물이다.

## 프로필
- 속성 : 번개(雷)
- 직급 : 봉고레 패밀리. 번개의 수호자(Guardiano Di Fulmine / 雷 守護者)
- 연령 : 5세 → 15세 → 25세
- 생일 : 5월 28일
- 별자리 : 쌍둥이자리
- 혈액형 : A형
- 신장 : 42 cm → 179 cm → 184 cm
- 체중 : 4 kg → 64 kg → 73 kg
- 출신국가 : 이탈리아
- 고향 : 불명
- 좋아하는 음식 : 포도맛 사탕, 아이스크림, 국수
- 싫어하는 음식 : 매운 것, 쓴 것
- 싫어하는 사람 : 리본
- 꿈 : 세계정복
- 성우 : 타케우치 준코 & 츠다 켄지로(日) / 안영미 & 박성태(韓)

## 개요
<보비노 패밀리>(뒷세계에선 거의 촌구석 취급받는)의 히트맨으로, 장래의 재능을 높이 산 이에미츠에 의해 타 조직 사람이면서도 봉고레 패밀리 번개의 수호자로 선정되었다. 봉고레 번개의 링을 지니고 있다. 늘 머릿속에 총, 수류탄, 바주카를 비롯해 온갖 잡동사니를 다 넣고 다닌다. 라이벌 리본과 결전을 하러 츠나의 집에 찾아왔지만 결국 츠나 집의 일원이자 식객이 되어버렸다.
수호자이긴 하지만 아직 5살이고 너무 철부지인지라 도움이 전혀 안 되는 경우가 다반사이다. 하지만 의외로 도움이 되기도 한다.

## 무기
- 각종 무기
  - 뽀글머리 안에 들어 있는 각종 무기들, 수류탄과 10년 바주카서부터 온갖 중화기들이 들어 있다.

- 10년 바주카
  - 보비노 패밀리에 전해져오는 현재의 자신과 10년 후의 자신이 5분 동안 뒤바뀌는 바주카이다. 자세한 것은 가정교사 히트맨 REBORN 참조.

- 봉고레 번개의 링
  - 람보가 소유한 봉고레 링이다. 자세한 것은 봉고레 패밀리 참조.

- 엘렉트리코 코르나타 (Electrico Cornata / 電擊角)
  - 머리에 꽂고 다니는 뿔로, 번개를 깃들게 해 공격할 수 있다.

- 엘렉트리코 콰이오 (Electrico Cuoio / 電擊皮膚)
  - 어릴 적부터 하도 번개를 맞아 생겨난 특수 체질이다. 이 피부를 가진 덕에 람보는 아무리 벼락을 맞아도 번개가 피부를 타고 지면으로 흡수되어 거의 데미지를 입지 않는다. 5살 상태에서는 아직 불완전했기 때문에 낙뢰를 맞으면 약간 그을리는 정도의 데미지를 입지만 20년 후의 람보는 전격 피부를 완벽히 마스터해 낙뢰를 맞아도 100% 데미지를 입지 않게 되었다.

- 봉고레 박스(Vongola Box)
  - 자세한 것은 봉고레 박스 참조

- 봉고레 기어(Vongola Gear)
  - 자세한 것은 봉고레 기어 참조

## 기술
- 엘렉트리코 리버스(Electrico Reverse / 電擊通過)
  - 전격 피부를 이용해 번개를 전부 다 지면으로 흘려보내는 기술로, 20년 후의 람보가 사용한다.

- 엘렉트리코 코르나타(Electrico Cornata / 電擊角)
  - 10년 후의 람보가 사용하는 기술로, 뿔에서 강한 번개를 발산하며 들이받는 기술이다.

1. . 엘렉트리코 코르나타. 플러스(Electrioco Cornata. Plus / 電擊角+) : 20년 후의 람보가 사용하는 기술로, 10년 후의 람보가 사용했던 기술은 너무 짧은 리치가 약점이었지만, 20년 후의 람보는 뿔에서 번개를 길게 뻗어내어 중거리 공격을 가능케 함으로써 그 약점을 커버했다.

- 코르나 풀미네(Corna Fulmine / 雷角)
  - 람포의 실드에서 아주 강력하고 커다란 번개 필살염을 창처럼 발사하는 기술이다. 그 어떤 단단한 것들도 꿰뚫어버리는 위력을 지녔다.

- 와이드 혼(Wide Horn)
  - 봉고레 기어 때의 기술로, 람보의 갑옷에 있는 투구의 뿔이 좌우로 폭 넓게 펼쳐지며 전투에 싸우기 알맞게끔 바뀐다.

- 코르나 모라 엘렉트리코 쇼크(Corna Mola Electrico Shock / 電擊邏線角)
  - 봉고레 기어 때의 기술로, 투구에 장착된 기다란 코일 형태의 뿔이 길게 뻗어나오면서 뿔에서 발생한 강력한 번개의 자기장이 주변의 토양에 섞여 있는 사철(沙鐵)을 끌어들이는 기술이다.

- 엘렉트리코 아이언 혼(Electrico Iron Horn / 電擊强鐵角)
  - 봉고레 기어 때의 기술로, 사철을 단단히 응집시켜 6갈래의 거대한 뿔을 만들어 내는 기술이다.

- 페로 코르노 엘렉트리코 쇼크(Felo Corno Electrico Shock / 電擊鐵擊)
  - 봉고레 기어 때의 기술로, 엘렉트리코 아이언 혼으로 만들어낸 거대한 6갈래의 뿔을 3개씩 융합시켜 2갈래의 거대한 강철 뿔로 합체시킨 다음 돌진해 들이받는 기술이다. 단단한 사철의 뿔에 번개 필살염의 '경화'의 불꽃이 코팅되어 그 누구도 깨부술 수 없는 무적의 뿔로 변화한다.